# 悪いあなた (アルバム)
『悪いあなた』（Heart Like a Wheel）は、リンダ・ロンシュタットが1974年に発表した5枚目のアルバム。『ローリング・ストーン』誌が選んだ「オールタイム・グレイテスト・アルバム500」（2003年版）において164位にランクインした。

## 概要
1974年6月から9月にかけて様々なスタジオでレコーディングは行われた。ロサンゼルスのサウンド・ファクトリー、クローヴァー・レコーダーズ、メリーランド州のトラック・レコーダーズ、ニューヨークのレコード・プラント・スタジオ、ヒット・ファクトリー、ロンドンのトライデント・スタジオ、AIRスタジオなどである。プロデューサーは本アルバムからピーター・アッシャーが単独で務めることとなった。
1974年11月に発売され、ビルボードのアルバム・チャートの1位を記録した。
1976年2月28日に開催された第18回グラミー賞で、収録曲の「アイ・キャント・ヘルプ・イット」によりロンシュタットは最優秀女性カントリー・ヴォーカル・パフォーマンス賞を受賞した。また、最優秀アルバム賞、最優秀女性ポップ・ヴォーカル・パフォーマンス賞、年間プロデューサー賞にノミネートされた。

## 収録曲
| #  | タイトル                                                              | 作詞・作曲                   | 時間 |
| -- | --------------------------------------------------------------------- | ---------------------------- | ---- |
| 1. | 「悪いあなた - You're No Good」                                       | クリント・バラード・ジュニア | 3:44 |
| 2. | 「もうおしまい - It Doesn't Matter Anymore」                          | ポール・アンカ               | 3:26 |
| 3. | 「あてにならない恋 - Faithless Love」                                 | J.D.サウザー                 | 3:15 |
| 4. | 「ダーク・エンド・オブ・ザ・ストリート - The Dark End of the Street」 | チップ・モーマン、ドン・ペン | 3:55 |
| 5. | 「ハート・ライク・ア・ホイール - Heart Like a Wheel」                 | アンナ・マクギャリグル       | 3:10 |

| #         | タイトル                                                                           | 作詞・作曲           | 時間  |
| --------- | ---------------------------------------------------------------------------------- | -------------------- | ----- |
| 6.        | 「いつになったら愛されるのかしら - When Will I Be Loved」                          | フィル・エヴァリー   | 2:04  |
| 7.        | 「ウィリン - Willin'」                                                             | ローウェル・ジョージ | 3:02  |
| 8.        | 「アイ・キャント・ヘルプ・イット I Can't Help It (If I'm Still in Love with You)」 | ハンク・ウィリアムズ | 2:45  |
| 9.        | 「キープ・ミー・フロム・ブローウィン・アウェイ - Keep Me from Blowing Away」       | ポール・クラフト     | 3:10  |
| 10.       | 「目を閉じてごらん - You Can Close Your Eyes」                                     | ジェームス・テイラー | 3:09  |
| 合計時間: | 合計時間:                                                                          | 合計時間:            | 31:40 |

## 参加ミュージシャン
- アンドリュー・ゴールドは「キ－プ・ミ－・フロム・ブロ－ウィン・アウェイ」を除く全曲で参加。ギター、ピアノ、ドラムズ、キーボード、エリクトリックピアノ、ウクレレ、バッキング・ボーカルなどを担当し、八面六臂の活躍をした[2]。
- J.D.サウザーは「あてにならない恋」で、マリア・マルダーは「ハート・ライク・ア・ホイール」で、エミルー・ハリスは「アイ・キャント・ヘルプ・イット」で、プロデューサーのピーター・アッシャーは「目を閉じてごらん（You Can Close Your Eyes）」でバッキング・ボーカルを務めた。
- 「目を閉じてごらん」にはグレン・フライ（アコースティック・ギター）、ティモシー・B・シュミット（ベース）、ドン・ヘンリー（ドラムズ）らが参加した[2]。

アルバムのライナーノーツから
- リンダ・ロンシュタット – リード・ボーカル、バッキング・ボーカル(2, 4, 6, 9)
- アンドリュー・ゴールド – エレクトリック・ピアノ(1, 3)、エレクトリック・ギターのソロ(1)、ドラムス(1, 2, 3, 7)、パーカッション(1, 2, 3)、アコースティック・ピアノ(3, 4, 5, 8, 10)、エレクトリック・リズム・ギター(4)、タンバリン(4, 6)、ギター(6)、バッキング・ボーカル(6, 7)、アコースティック・ギター(7, 8)、ウクレレ(8)。アルバムジャケットへの記載："Special thanks to Andrew Gold for his help with the arrangments"
- エディ・ブラック – エレクトリック・ギター(1)
- ボブ・ウォーフォード – アコースティック・ギター(2, 4, 8)、エレクトリック・ギターのソロ(4)、エレクトリック・ギター(7)
- スニーキー・ピート・クライノウ（英語版） – ペダル・スティール・ギター(2, 7, 8)
- J.D.サウザー – アコースティック・ギター(3)、ハーモニー・ボーカル(3)
- ハーブ・ペダーセン – バンジョー(3)、バッキング・ボーカル(7)
- ポール・クラフト – アコースティック・ギター(9)
- ジョン・スターリング – アコースティック・ギター(9)
- ダニー・ペンドルトン – ペダル・スティール・ギター(9)
- ジョン・ボイラン（英語版） – アコースティック・ギター(10)
- グレン・フライ – アコースティック・ギター(10)
- ケニー・エドワーズ – ベース・ギター(1, 2, 6-8)、バッキング・ボーカル(6, 7)
- クリス・エスリッジ（英語版） – ベース・ギター(3)
- エモリー・ゴーディ・ジュニア（英語版） – ベース・ギター(4)
- トム・ギデラ – ベース・ギター(9)
- ティモシー・B・シュミット – ベース・ギター(10)
- デニス・セント・ジョン – ドラムス(4)
- ラス・カンケル – ドラムス(6)
- ロイド・マイヤーズ – ドラムス(8)
- ドン・ヘンリー – ドラムス(10)
- ピーター・アッシャー – パーカッション(2)、カウベル(6)、バッキング・ボーカル(10)
- ジミー・フェイデン – ハーモニカ(2, 7)
- デヴィッド・リンドレー – フィドル(5, 8)
- グレゴリー・ローズ – 弦楽編曲および指揮(1, 2, 10)
- デヴィッド・キャンベル (アレンジャー) – 弦楽編曲(5)、ヴィオラ(5)
- デニス・カーマズィン – チェロ(5)
- リチャード・フィーヴス – ダブル・ベース(5)
- クライディー・キング（英語版） – バッキング・ボーカル(1)
- シェリー・マシューズ（英語版）– バッキング・ボーカル(1)
- ウェンディ・ウォルドマン – バッキング・ボーカル(2)
- シシー・ヒューストン（英語版） – バッキング・ボーカル(4)
- ジョイス・ネスビット – バッキング・ボーカル(4)
- マリア・マルダー – バッキング・ボーカル(5)
- エミルー・ハリス – ハーモニー・ボーカル(8)

製作
- ピーター・アッシャー – プロデューサー
- ヴァル・ギャレイ（英語版） – エンジニア、ミキシング
- デヴィッド・ハッシンガー – エンジニア、ミキシング
- デニス・フェランテ – アシスタント・エンジニア
- ジョン・ヒーニー（英語版） – アシスタント・エンジニア
- ピーター・ケルジー – アシスタント・エンジニア
- ジョージ・マッセンバーグ – アシスタント・エンジニア
- ピーター・スウェッテナム – アシスタント・エンジニア
- バーニー・グリュンドマン（英語版） – マスタリング、A&Mマスタリング・スタジオ（カリフォルニア州ハリウッド）
- ロッド・ダイヤー（英語版） – デザイン
- リアンドロ・コリア – 写真撮影
- イヴ・ボビッツ（英語版） – 写真撮影

## チャート

### 週間チャート
| チャート(1974/75年)                             | 最高 順位 |
| ----------------------------------------------- | --------- |
| オーストラリア (ケント・ミュージック・レポート) | 35        |
| アメリカ合衆国 (Billboard 200)                  | 1         |

### 年間チャート
| 年度 | チャート      | 順位 |
| ---- | ------------- | ---- |
| 1975 | Billboard 200 | 1    |

## 再発売
| 年   | レーベル                  | 版                 |
| ---- | ------------------------- | ------------------ |
| 2009 | Audio Fidelity            | 24 Karat Gold HDCD |
| 2017 | Mobile Fidelity Sound Lab | SACD               |